# Ḫurniya
Ḫūrniya, auch Ḫūwarniya, war eine hethitische Stadt und Region im Unteren Land.
Die genaue Lage von Ḫurniya ist unbekannt, es muss südlich des großen Salzsees Tuz Gölü gelegen haben und ist möglicherweise identisch mit der antiken Stadt Corne, welche in Lykaonien lag und in byzantinischer Zeit ein Bischofssitz war. Aber auch der antike Ort kann nicht genau lokalisiert werden.
In Ḫurniya wurde die Gottheit Nawatiyalla von Zarwiša, einer Stadt an der Grenze zu Tarḫundašša, verehrt. 